# Kawano Hiroki
Kawano Hiroki (河野 広貴 Kawano Hiroki, sinh ngày 30 tháng 3 năm 1990 ở Sagamihara, Kanagawa) là một cầu thủ bóng đá người Nhật Bản thi đấu cho Sagan Tosu.
Anh từng là thành viên của U-17 Nhật Bản thi đấu cho Giải vô địch bóng đá U-17 thế giới 2007 tổ chức ở Hàn Quốc.

## Thống kê sự nghiệp câu lạc bộ
Cập nhật đến ngày 23 tháng 2 năm 2018.
| Thành tích câu lạc bộ | Thành tích câu lạc bộ | Thành tích câu lạc bộ | Giải vô địch | Giải vô địch | Cúp                   | Cúp                   | Cúp Liên đoàn | Cúp Liên đoàn | Châu lục | Châu lục  | Khác    | Khác      | Tổng cộng | Tổng cộng |
| Mùa giải              | Câu lạc bộ            | Giải vô địch          | Số trận      | Bàn thắng    | Số trận               | Bàn thắng             | Số trận       | Bàn thắng     | Số trận  | Bàn thắng | Số trận | Bàn thắng | Số trận   | Bàn thắng |
| Nhật Bản              | Nhật Bản              | Nhật Bản              | Giải vô địch | Giải vô địch | Cúp Hoàng đế Nhật Bản | Cúp Hoàng đế Nhật Bản | Cúp Liên đoàn | Cúp Liên đoàn | AFC      | AFC       | Khác1   | Khác1     | Tổng cộng | Tổng cộng |
| --------------------- | --------------------- | --------------------- | ------------ | ------------ | --------------------- | --------------------- | ------------- | ------------- | -------- | --------- | ------- | --------- | --------- | --------- |
| 2007                  | Tokyo Verdy           | J2 League             | 1            | 0            | 0                     | 0                     | -             | -             | -        | -         | -       | -         | 1         | 0         |
| 2008                  | Tokyo Verdy           | J1 League             | 17           | 2            | 0                     | 0                     | 5             | 0             | -        | -         | -       | -         | 22        | 2         |
| 2009                  | Tokyo Verdy           | J2 League             | 35           | 6            | 1                     | 0                     | -             | -             | -        | -         | -       | -         | 36        | 6         |
| 2010                  | Tokyo Verdy           | J2 League             | 29           | 3            | 1                     | 0                     | -             | -             | -        | -         | -       | -         | 30        | 3         |
| 2011                  | Tokyo Verdy           | J2 League             | 32           | 8            | 0                     | 0                     | -             | -             | -        | -         | -       | -         | 32        | 8         |
| 2012                  | FC Tokyo              | J1 League             | 9            | 1            | 0                     | 0                     | 0             | 0             | 3        | 0         | 1       | 0         | 13        | 1         |
| 2013                  | FC Tokyo              | J1 League             | 4            | 0            | 1                     | 0                     | 5             | 0             | -        | -         | -       | -         | 10        | 0         |
| 2014                  | FC Tokyo              | J1 League             | 30           | 6            | 3                     | 3                     | 6             | 1             | -        | -         | -       | -         | 39        | 10        |
| 2015                  | FC Tokyo              | J1 League             | 22           | 1            | 2                     | 0                     | 5             | 1             | -        | -         | -       | -         | 29        | 2         |
| 2016                  | FC Tokyo              | J1 League             | 29           | 5            | 2                     | 0                     | 4             | 0             | 5        | 2         | -       | -         | 40        | 7         |
| 2017                  | FC Tokyo              | J1 League             | 8            | 0            | 1                     | 0                     | 1             | 0             | -        | -         | -       | -         | 10        | 0         |
| 2017                  | Sagan Tosu            | J1 League             | 7            | 0            | -                     | -                     | -             | -             | -        | -         | -       | -         | 7         | 0         |
| Tổng cộng sự nghiệp   | Tổng cộng sự nghiệp   | Tổng cộng sự nghiệp   | 223          | 32           | 11                    | 3                     | 26            | 2             | 8        | 2         | 1       | 0         | 269       | 39        |

1Bao gồm Siêu cúp Nhật Bản.

## Thống kê sự nghiệp đội tuyển quốc gia

### Số lần ra sân trong các giải đấu lớn
| Đội bóng | Giải đấu                                | Thể loại | Số trận | Số trận | Bàn thắng | Thành tích đội bóng |
| Đội bóng | Giải đấu                                | Thể loại | Start   | Sub     | Bàn thắng | Thành tích đội bóng |
| -------- | --------------------------------------- | -------- | ------- | ------- | --------- | ------------------- |
| Nhật Bản | Giải vô địch bóng đá U-17 châu Á 2006   | U-16     | 0       | 4       | 2         | Vô địch             |
| Nhật Bản | Giải vô địch bóng đá U-17 thế giới 2007 | U-17     | 0       | 3       | 1         | Vòng 1              |
| Nhật Bản | Giải vô địch bóng đá U-19 châu Á 2008   | U-19     | 0       | 3       | 0         | Tứ kết              |

## Danh hiệu
Japan National Team
- Giải vô địch bóng đá U-17 châu Á: 2006